# Waata jezik
Sanye jezik (waata, ariangulu, langulo, sanya, sanye, waat, wasanye; ISO 639-3: ssn), jezik istočnokušitske podskupimne oromo, afrazijska porodica, kojim govori 17 400 ljudi (2006.; 5 000, 1980. SIL) u kenijskoj provinciji Coast, u šumama uz rijeku Tana.
Ne smije se brkati s jezicima dahalo [dal] ili boni [bob] koji se također nazivaju sanye. Pripadnici etničke grupe Waata ilin Sanye bili su u prošlosti lovci i sakupljači, sada ratari.

## Vanjske poveznice
- Ethnologue (14th)
- Ethnologue (15th)